# Нимрод Гринвуд
Terrey Hills
Нимрод Гринвуд (енгл. Nimrod Greenwood; 28. октобар 1929 — 9. септембар 2016) био је аустралијски веслачки репрезентативац, члан веслачког клуба из Сиднеја. Најчешће је веслао у саставу осмерца.
Учествовао је на Летњим олимпијским играма 1952. као трећи веслач посаде аустралијског осмерца. Освојили су бронзану медаљу иза чамаца САД и СССР. Веслали су у саставу: Боб Тининг, Ернест Чапман, Нимрод Гринвуд, Дејвид Андерсон, Џеф Вилијамсон, Мервин Финли, Едвард Пејн, Фил Кејзер и кормилар Том Чесел.